# Gonolobus truncatifolius
Gonolobus truncatifolius är en oleanderväxtart som beskrevs av W.D.Stevens. Gonolobus truncatifolius ingår i släktet Gonolobus och familjen oleanderväxter. Inga underarter finns listade i Catalogue of Life.